# Moro, Pakistan
Moro är den största staden i distriktet Naushahro Feroze i den pakistanska provinsen Sindh. Folkmängden uppgick till cirka 100 000 invånare vid folkräkningen 2017.